# 国鉄1760形蒸気機関車

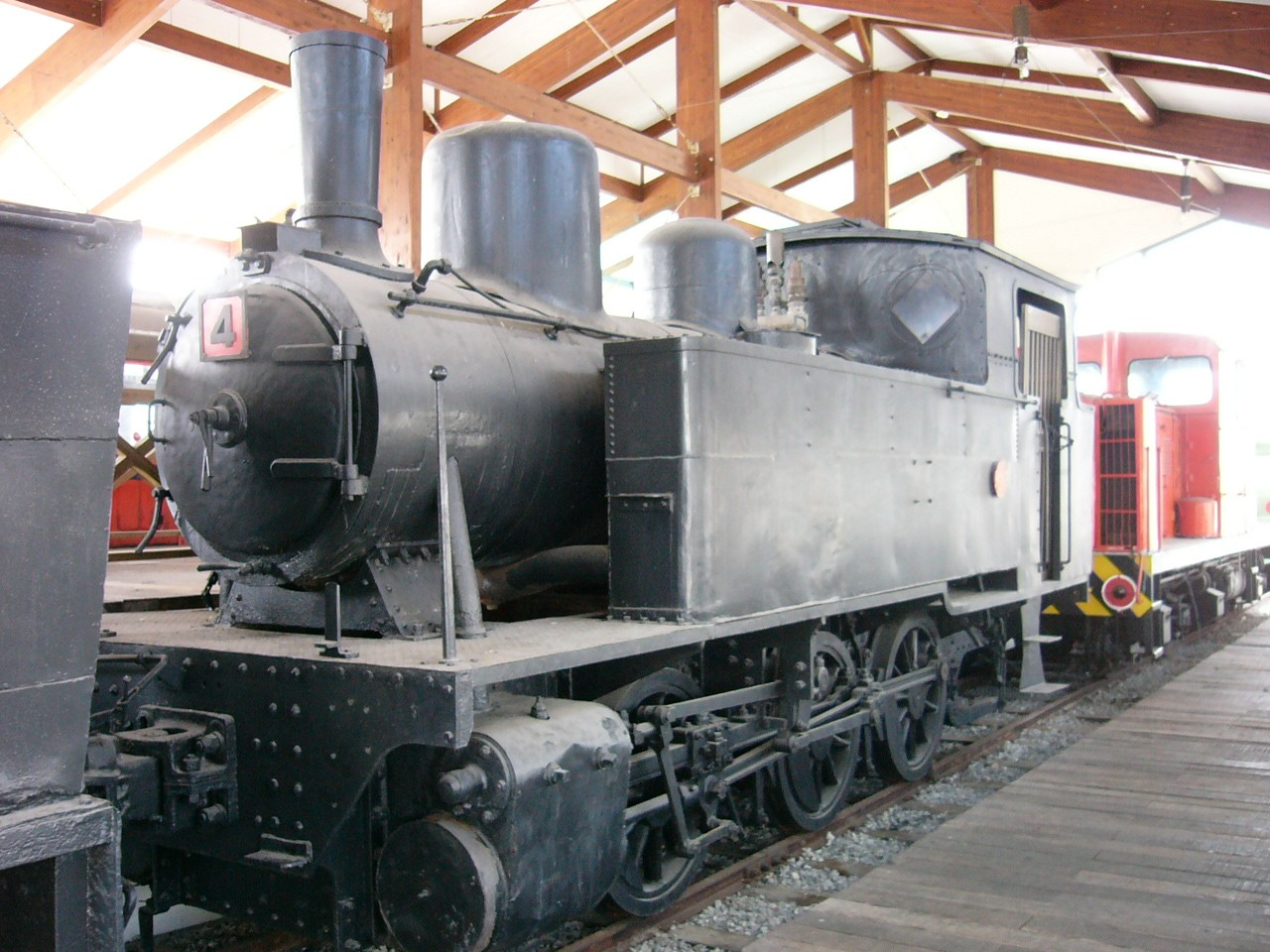
南薩鉄道4号蒸気機関車（本形式の同形機）

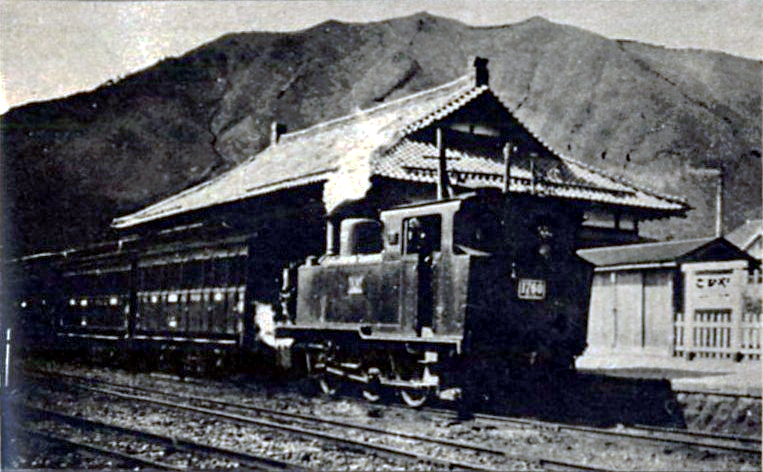
弥彦線弥彦駅での1760形。1929年（昭和4年）頃撮影。駅舎は現在と同じもの。

1760形は、かつて日本国有鉄道の前身である鉄道省に在籍したタンク式蒸気機関車である。

## 概要
元は、越後鉄道が1927年（昭和2年）に日本車輌製造で1両（製造番号178）を製造した、2気筒単式で飽和式、車軸配置0-6-0(C)のサイド・ウェルタンク式28t級蒸気機関車である。発注は越後鉄道であるが、完成までの間に同社が国有化されたため、直接鉄道省籍となっている。越後鉄道での予定番号は20であった。
鉄道省1740形となった越後鉄道16, 17と同様の大きさであるが、従来狭火室であったものを、本形式では火格子を台枠の上に載せて広火室としたため、その分火室が短くなり、第3動輪が383mm前に寄って固定軸距が短くなった。ボイラー中心は140mm高くなったが、その一方で、火室の深さを稼ぐため、火室部分でランボードに段がついている。
落成後は、旧越後鉄道の路線で使用され、1940年（昭和15年）に廃車となった。ブレーキは製造時は手ブレーキと真空ブレーキであったが、真空ブレーキは空気ブレーキに改造されていた。

## 同形機
本形式の同形機は、鉄道省（越後鉄道）の他に4両が4社に導入されている。多くは本形式と同時期であるが、1両が大きく離れて1944年（昭和19年）製である。
- 1926年（2両）
  - 製造番号169 : 南薩鉄道 4
  - 製造番号170 : 薩南中央鉄道 1 → 南薩鉄道 9
- 1927年（1両）
  - 製造番号178 : （越後鉄道 20） → 鉄道省 1760
- 1930年（1両）
  - 電気化学工業青海工場[2] 2
- 1944年（1両）
  - 熊延鉄道 1（2代）

### 南薩鉄道・薩南中央鉄道
1926年（大正15年）製の製造番号169, 170で、本グループの中で最初に製造されたものである。後年のものとはボイラー受けの形状が異なり、蒸気管が剥き出しになっている点が異なる。
南薩鉄道（後の鹿児島交通枕崎線）へは製造番号169が入り同社のC形（4）、薩南中央鉄道（後の鹿児島交通知覧線）へは開業用に製造番号170が入って1となった。薩南中央鉄道は、1943年（昭和18年）に南薩鉄道に合併されたため、同社のC形に編入されて9と改番された。その後、9は1958年（昭和33年）2月1日付け、4は1963年（昭和38年）2月25日付けで廃車されたが、4は南さつま市の南薩鉄道記念館に静態保存されている。
なお、この4のキャブには、弾痕が残されている。これは、1945年3月18日に米軍機の銃撃を受けた際のもので、これにより、19歳の見習い車掌が殉職したという。保存が決まり、整備が行われた際、空襲の事実を後世に伝えるため、補修せずに残されたものである。

### 熊延鉄道
1942年に新造認可を得、1944年12月に製造されたもので、同社の2代目の1となった。戦時中の製造ゆえ、造りが若干簡略化されており、砂箱がカマボコ型となっている。1959年（昭和34年）に、ディーゼル機関車と交代して廃車となった。

## 主要諸元
鉄道省1760形の諸元を示す。
- 全長 : 7,997mm
- 全高 : 3,480mm
- 軌間 : 1,067mm
- 車軸配置 : 0-6-0(C)
- 動輪直径 : 1,067mm
- 弁装置 : ワルシャート式
- シリンダー（直径×行程） : 340mm×500mm
- ボイラー圧力 : 13.0kg/cm2
- 火格子面積 : 1.0m2
- 全伝熱面積 : 58.3m2
  - 煙管蒸発伝熱面積 : 53.7m2
  - 火室蒸発伝熱面積 : 4.6m2
- ボイラー水容量 : 1.9m3
- 小煙管（直径×長サ×数） : 45mm×3,050mm×140本
- 機関車運転整備重量 : 30.54t
- 機関車空車重量 : 17.33t
- 機関車動輪上重量（運転整備時） : 30.54t
- 機関車動輪軸重（第1動輪上） : 10.92t
- 水タンク容量 : 3.8m3
- 燃料積載量 : 1.55t
- 機関車性能
  - シリンダ引張力 : 5,990kg
- ブレーキ装置 : 手ブレーキ、真空ブレーキ → 空気ブレーキ